# 甘磊
甘磊（កែម ឡី，1970年10月19日—2016年7月10日），高棉族，柬埔寨政治家、社会独立分析家、知识分子、时政评论家，出生于茶胶省三局县利波乡达国村一户贫困家庭。
于2016年7月10日在柬埔寨首都金边莫尼旺大道卜哥红绿灯Caltex加油站STARMART里喝咖啡时遭到“枪手”开枪致死。